# Broadcom

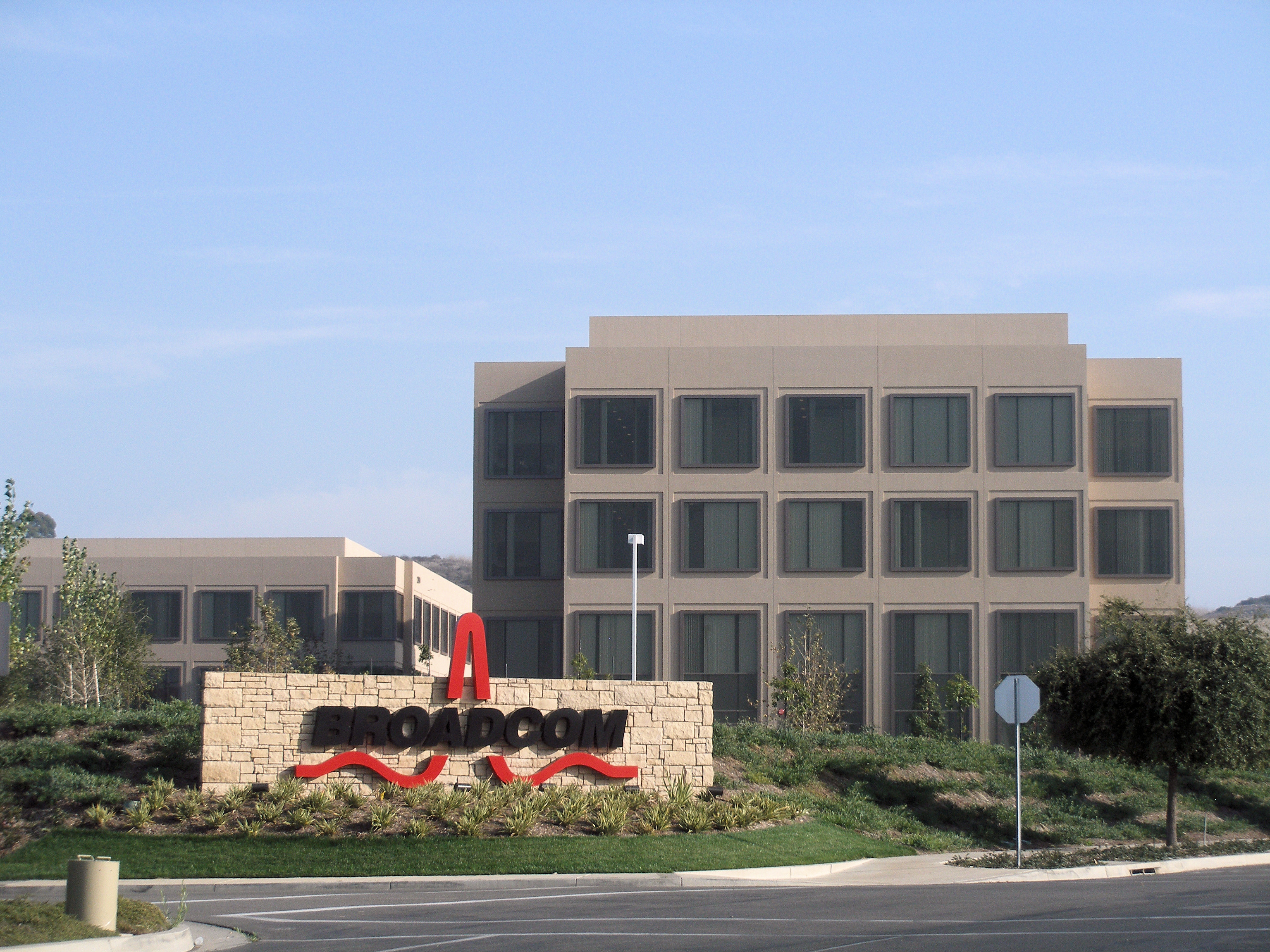
Siedziba Broadcom w Irvine, w stanie Kalifornia

Broadcom – amerykańskie przedsiębiorstwo działających w obszarze półprzewodników wykorzystywanych w sieciach bezprzewodowych oraz szerokopasmowych. Przedsiębiorstwo nie posiada własnych mocy produkcyjnych, zleca produkcję przedsiębiorstwom zewnętrznym.
Przedsiębiorstwo zostało założone w 1991 roku. Obecnie Broadcom prowadzi swoją działalność w 15 krajach, zatrudnia około 11 tys. pracowników (stan na II kw.'12), osiągając w 2011 roku przychód w wysokości 7,39 mld USD (927 mln USD zysku netto). Spółka została przejęta przez Avago Technologies w 2016 r. i obecnie działa jako spółka zależna należąca w całości do Broadcom Limited.